# Piddnistreanî, Jîdaciv
Piddnistreanî (în ucraineană Піддністряни) este localitatea de reședință a comunei Piddnistreanî din raionul Jîdaciv, regiunea Liov, Ucraina.

## Demografie
Componența lingvistică a localității Piddnistreanî
     Ucraineană (99,6%)
     Alte limbi (0,39%)
Conform recensământului din 2001, majoritatea populației localității Piddnistreanî era vorbitoare de ucraineană (99,6%), existând în minoritate și vorbitori de alte limbi.